# フォンターナ広場爆破事件
フォンターナ広場爆破事件（フォンターナひろばばくはじけん、イタリア語: Strage di piazza Fontana）は、1969年12月12日、ミラノのフォンターナ広場に面した全国農業銀行が爆破された事件である。

## 概要

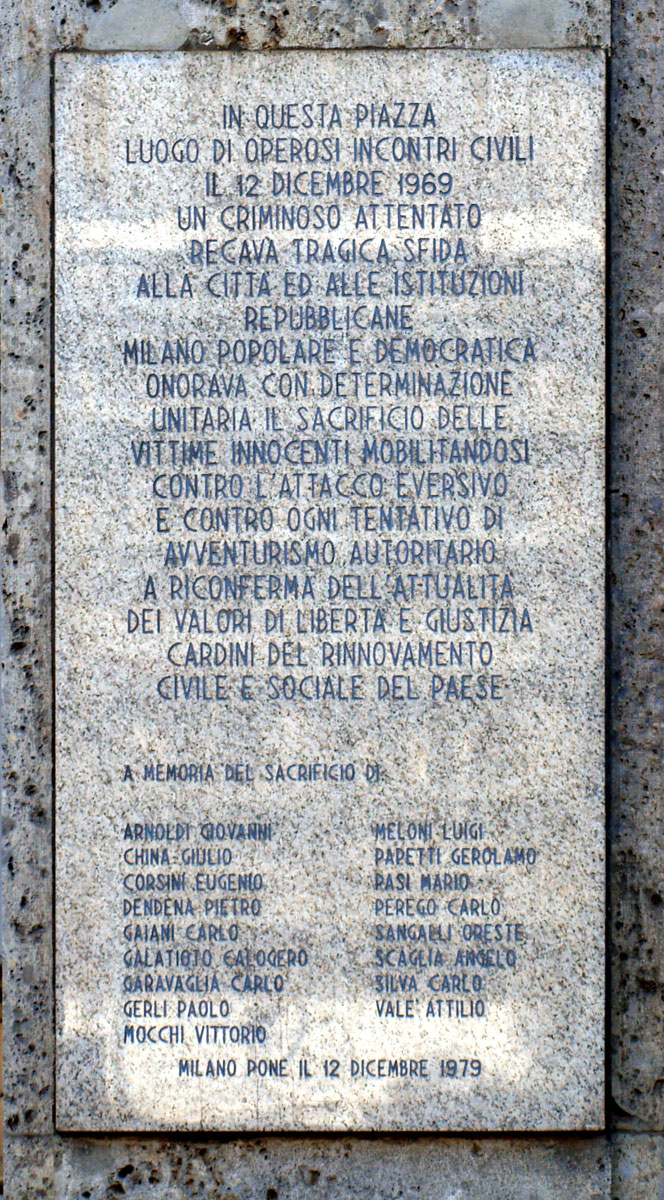
事件10年目にあたり設けられた、17人の犠牲者名を刻む碑板

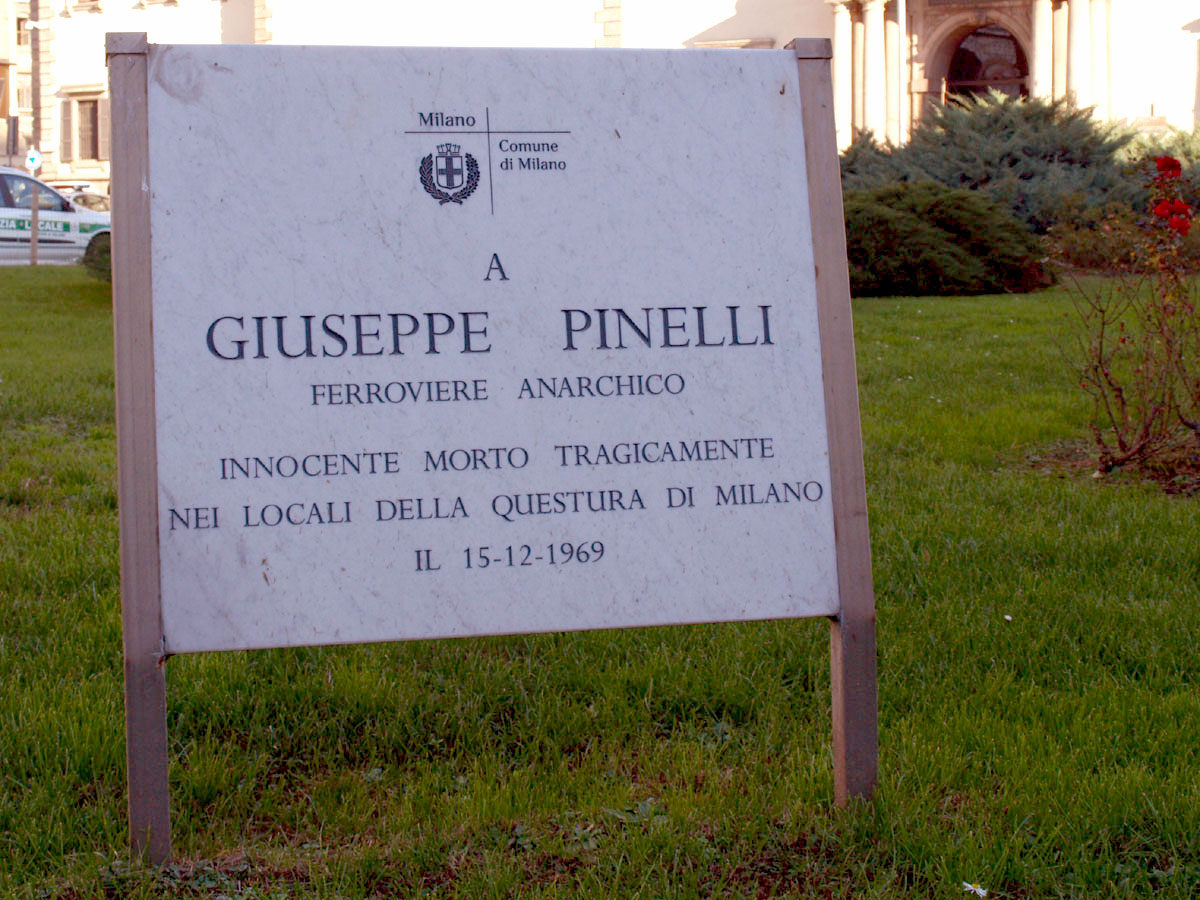
無実のピネッリが悲劇の死を遂げたと書かれた碑

この爆弾テロ事件は1969年12月12日の午後4時37分に発生、17人が死亡、88人が負傷した。いまなお真相は明らかになっていない。
同日スカラ座やローマ市内3か所でも爆破事件が起きており、武装組織によるテロの相次いだ重苦しいイタリアの1970年代、「鉛の時代」を迎える端緒となった。
警察捜査によると極右団体がこの爆弾テロを企てたとされている。その動機は、当時共産党が大きな勢力となっていたイタリア全国で極左勢力によるものと見せかけたテロ事件を起こすことで、イタリア社会に緊張の連続を強いて、無能な政府に対して、民衆を反共産主義の暴動へ駆り立てようという理由だった。
爆破事件3日間の後、警察官に犯人としてジュゼッペ・ピネッリという無政府主義者が逮捕された。しかし、ピネッリはミラノ警察署の4階から「飛び降り」亡くなってしまった。警察は「自殺」と言い、無政府主義者たちは「他殺」と言ったまま、真相は謎のままである。しかし、この事件の結果、左翼団体のテロリスト赤い旅団はルイジ・カラブレージというミラノの警察分署長を殺したようである。

## 主犯格容疑
イタリアの捜査当局は、ネオファシズム団体オルディネ・ヌオーヴォに加入していたデルフォ・ゾルジに主犯格の容疑をかけた。1974年に日本に渡ったゾルジについて、1980年代と2000年3月30日の2度にわたり、イタリア政府は日本政府に対し身柄引き渡しを求めた。1997年にイタリアの捜査当局は国際刑事警察機構を通じて日本の警察庁に国際手配を要請した。
ミラノ地裁は2001年6月、車で爆弾をミラノに運んだとする証言を根拠に、被告人不在のままゾルジに終身刑判決を出した。2004年3月12日、ミラノ高裁は証言は信ぴょう性に欠けるとして逆転無罪判決。イタリア最高裁は2005年5月3日、高裁判決を支持し、ゾルジの無罪が確定した。

## 映画
2012年、マルコ・トゥリオ・ジョルダーナ監督で映画化され、2013年12月21日日本でも劇場公開された（邦題『フォンターナ広場 イタリアの陰謀』）。